# Символ номера
В українській типографії для позначення порядкового номера предмета (за умови обов'язкового зазначення числового значення) у ряді інших однорідних — номери  — вживається символ №.
У тексті символ «№» застосовується тільки з прилеглим до нього числом, від якого при наборі відділяється пробільним матеріалом (наприклад, № 11). Якщо використовуються здвоєні знаки, символ номера не подвоюється (наприклад, № 4-9).

## Використання
В англійській типографії номер позначається символами N° (тобто латинським «N» та символом градусу), No. (також можна і без крапки) або # (октоторпом — у літературних виданнях вживається рідко і прийнятий швидше в технічних текстах).
У німецькій типографії номер позначається літерами Nr.
У французькій типографії в XIX столітті позначався як № (і був у такому вигляді запозичений в Україну); зараз прийнято позначення No, no (Nos і nos для множини) або No.
У скандинавських мовах використовується позначення nr. або nr:.
У разі обмежених можливостей чи інших причин символ номера (№) часто неправомірно виводиться як латинська літера N.
В юнікоді символ № має код U+2116, а в HTML (якщо він не може бути введений безпосередньо) слід використовувати &#x2116; або &#8470;.
В Україні часто до символу № додають скорочення «з/п» («за порядком») для позначення номера позиції в перерахуванні (наприклад, № з/п).
Хоча букви N немає на кирилиці, однак знак Numero набирається в українських публікаціях, і доступний на українських комп'ютерних та машинних клавіатурах.

## Введення символу

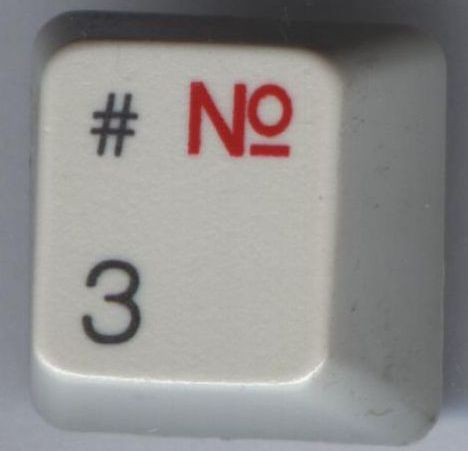
Клавіша із символом № на сучасній клавіатурі

На українській розкладці клавіатури комп'ютера, № доступна і часто знаходиться на клавіші 3.